# Landtagsgebäude (Meiningen)

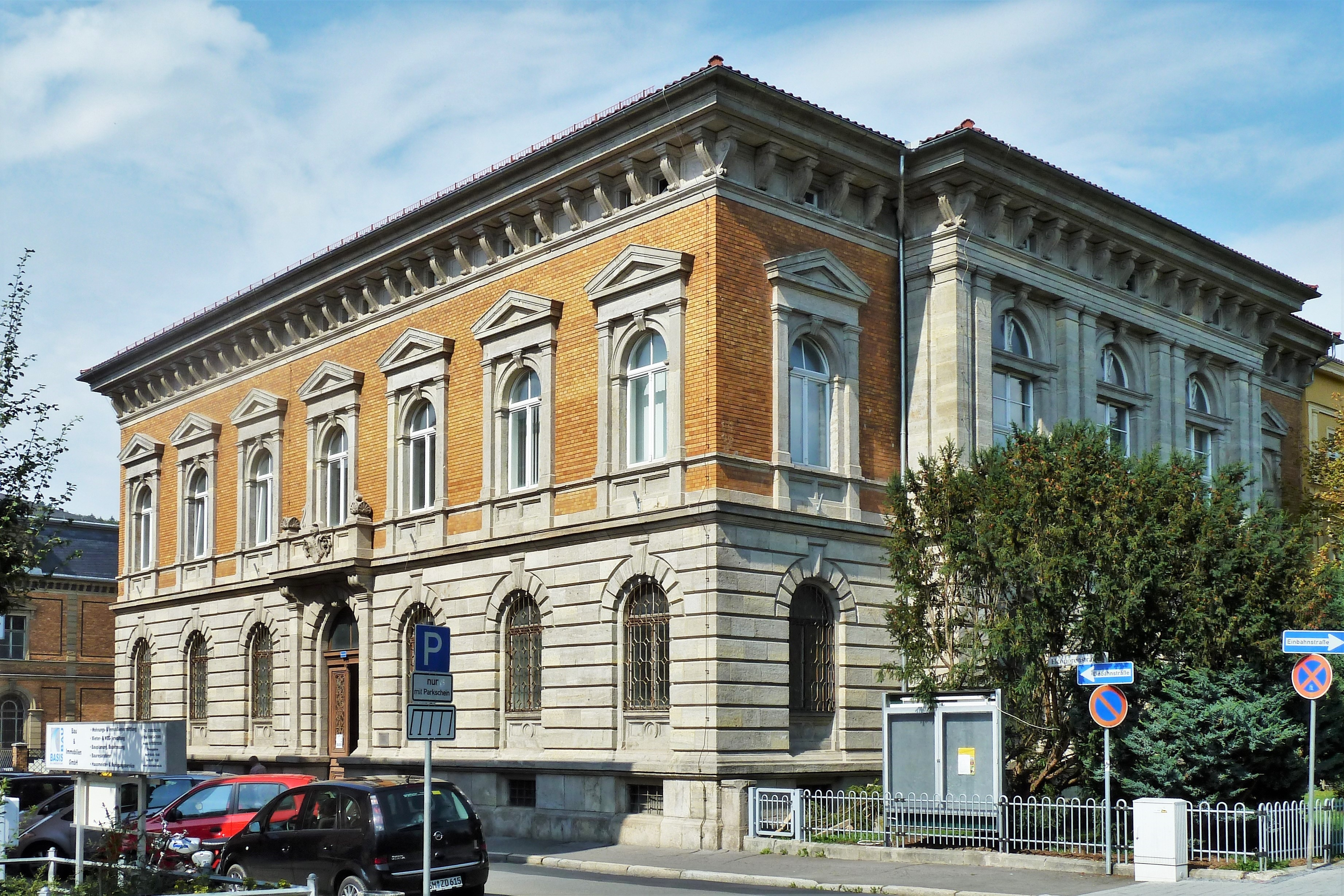
Der Meininger Landtag

Das Landtagsgebäude in Meiningen war der Sitz des Landtages vom Herzogtum Sachsen-Meiningen sowie vom Freistaat Sachsen-Meiningen. Das denkmalgeschützte Haus befindet sich in der östlichen Altstadt nahe dem Hauptpostamt.

## Geschichte
Das Landtagsgebäude wurde in den Jahren 1880/81 nach einem Entwurf sowie unter der Leitung von Hofbaurat Erwin Theodor Döbner im Stil der italienischen Neorenaissance in der Landeshauptstadt Meiningen errichtet. Es ersetzte das Landschaftsgebäude auf dem Markt, das 1874 beim großen Stadtbrand zerstört wurde. Die Kosten des neuen Gebäudes beliefen sich auf rund 116.000 Mark. Von den 900 m² Nutzfläche nahm der Plenarsaal 125 m² ein. Er bot ausreichend Platz für die hufeisenförmige Sitzungstafel der 24 Landtagsabgeordneten, des Präsidiums sowie 50 Zuhörern. Im Haus waren weiter unter anderem eine Bibliothek und die Wohnungen des Landtagspräsidenten und des Landtagsboten untergebracht. Bereits am 1. November 1880 zog der Meininger Landtag in das neue noch nicht vollendete Gebäude ein und am 15. November 1880 fand die erste öffentliche Landtagssitzung statt.
Ab 1914 nutzten weitere Institutionen das geräumige Haus. Im November 1918 wickelten hier die 24 Landtagsabgeordneten das Herzogtum Sachsen-Meiningen ab und 1919 beschlossen sie hier den Anschluss des Freistaates an das neugegründete Land Thüringen. Am 23. März 1923 fand die letzte Sitzung des in eine Gebietsregierung umgewandelten Landtages statt. 1931 übernahm die Deutsche Reichspost das Gebäude, die hier 1932 ein Telegrafenbauamt einrichtete. 1952 etablierte sich im Haus das Fernmeldeamt Meiningen. Die Deutsche Post der DDR war bis 1990 der Hausherr, anschließend übernahm es die Deutsche Telekom. 2011 kam es in Privatbesitz und wird nach einer Sanierung als Bürogebäude genutzt.
Am 18. Oktober 2023 besichtigte Bundespräsident Frank-Walter Steinmeier das Landtagsgebäude im Rahmen seiner „Ortszeit Deutschland“, in der er seinen Amtssitz vom 17. bis 19. Oktober nach Meiningen verlegte. Dabei enthüllte er die Plakette „Ort der Demokratiegeschichte“.

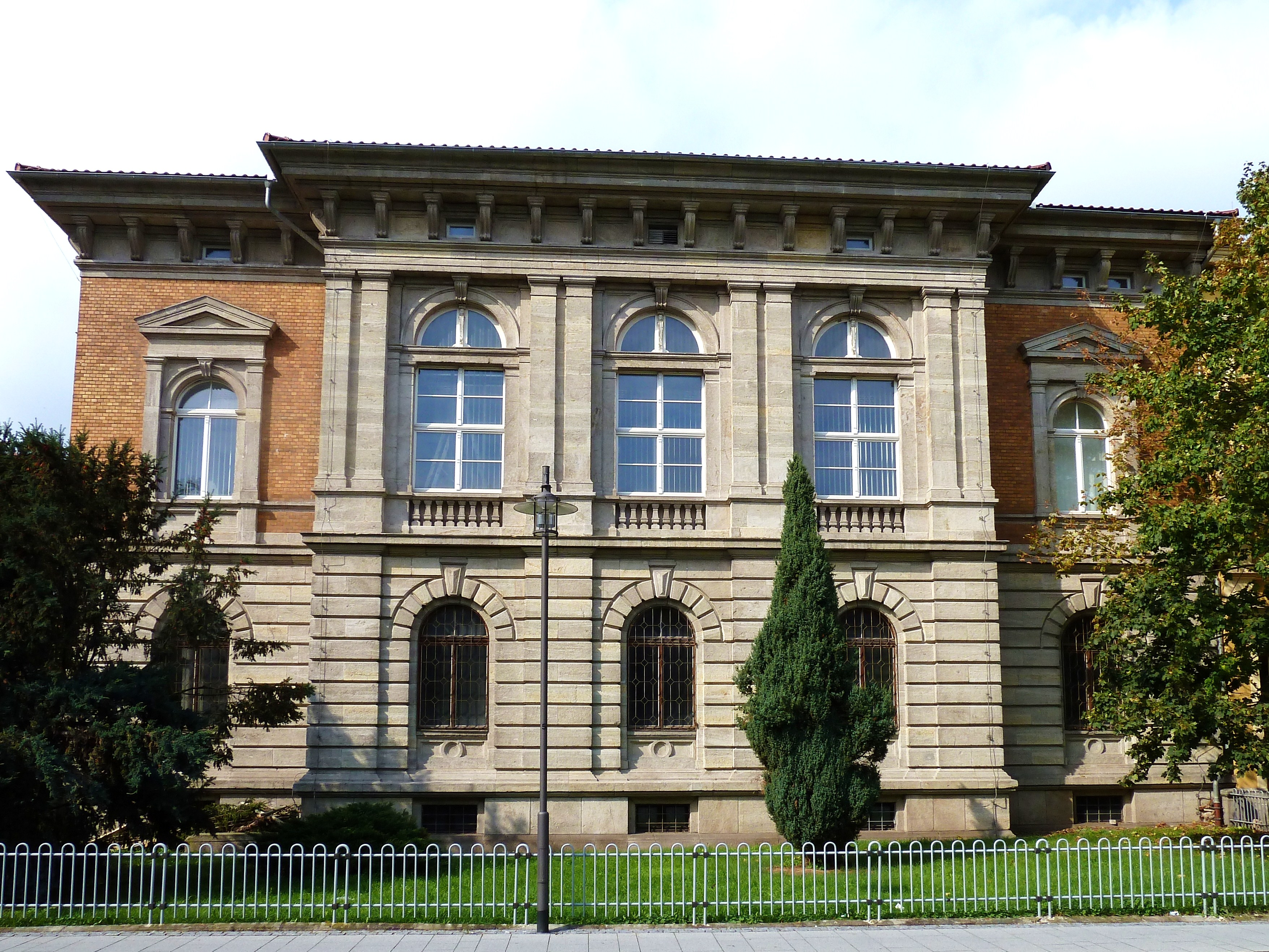
Ostfassade
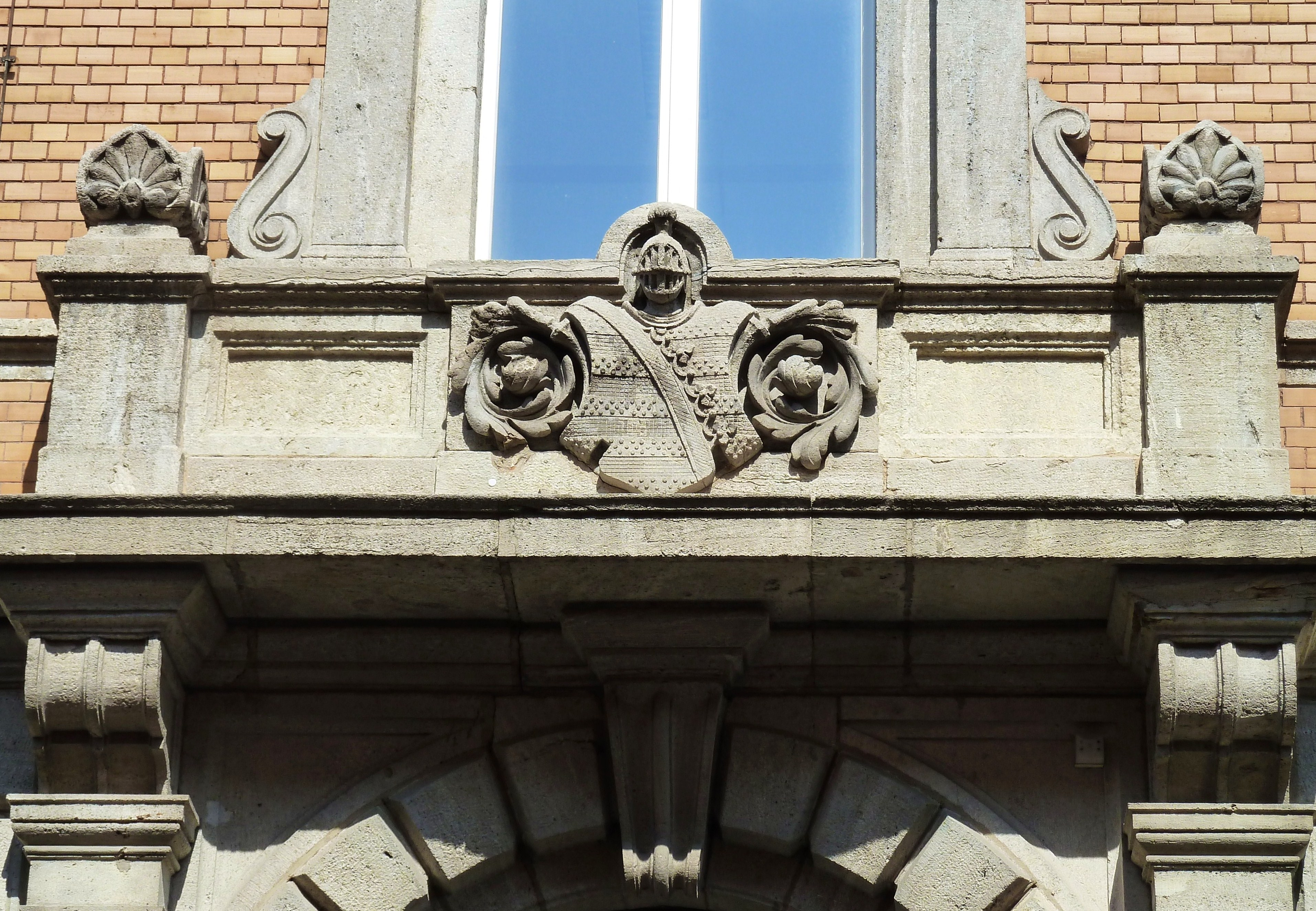
Wappen von Sachsen-Meiningen über dem Eingangsportal
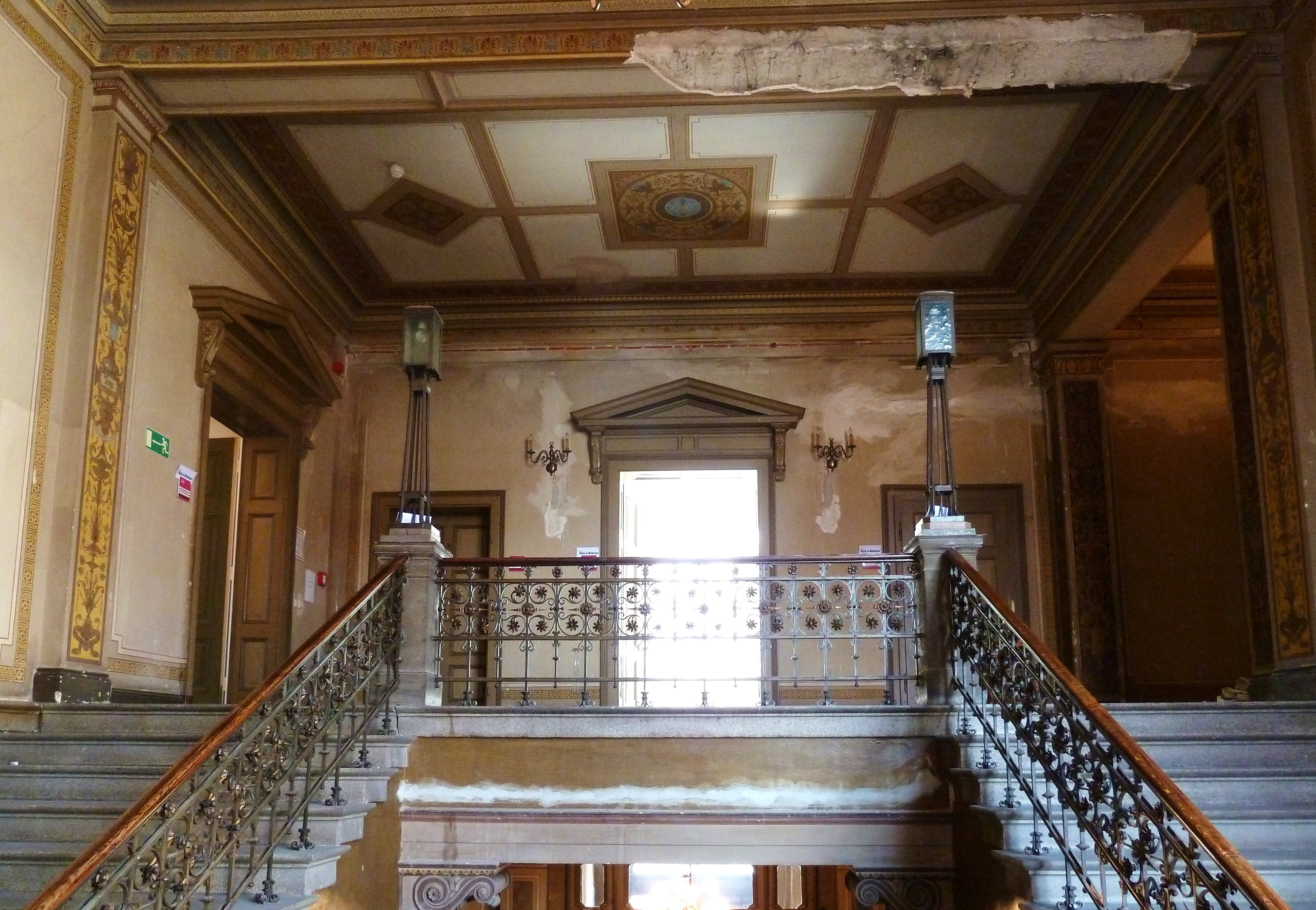
Treppenhaus vor der Sanierung
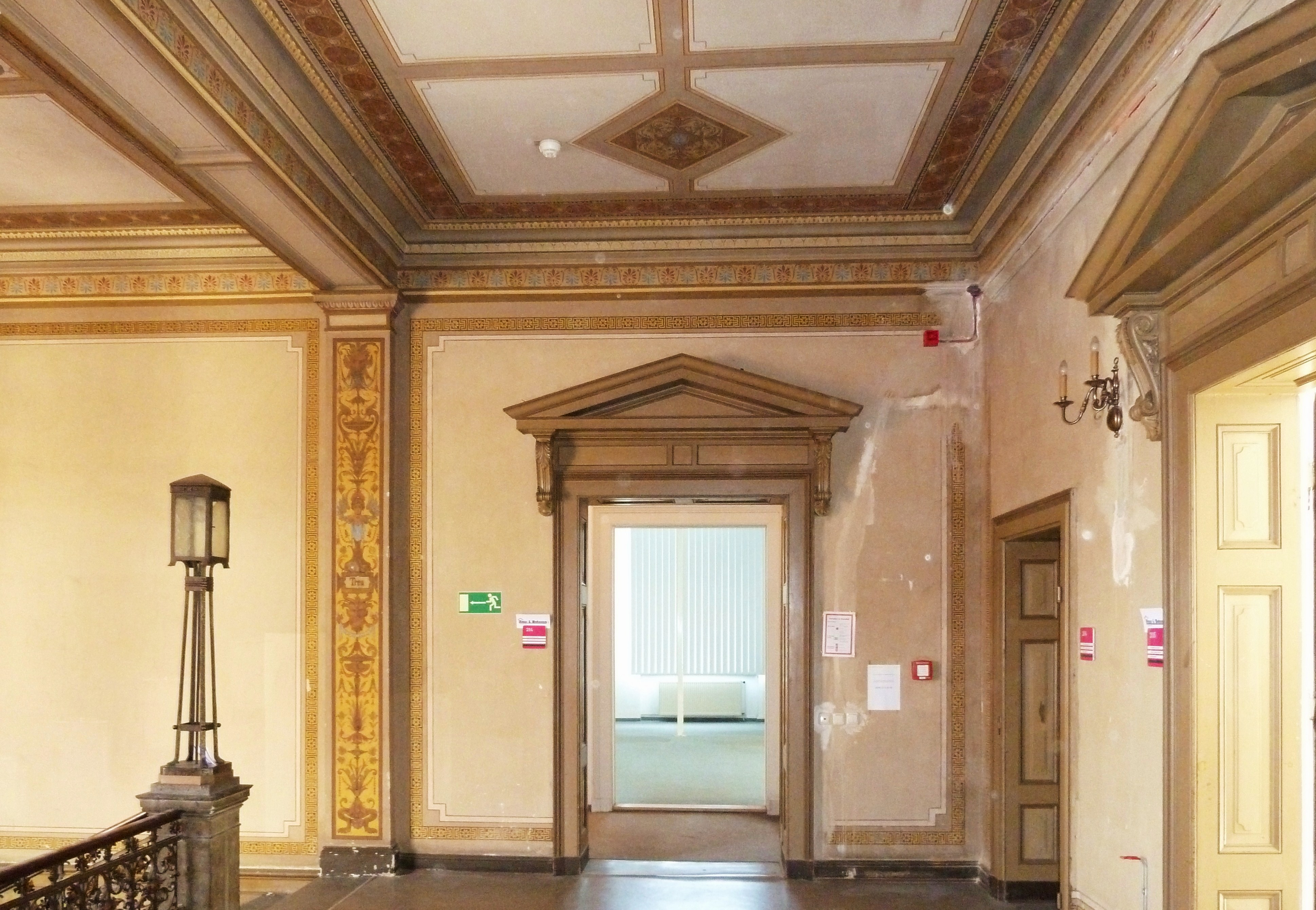
Eingang in den Plenarsaal